# John Meehan (Drehbuchautor)
John Meehan (* 8. Mai 1890 in Lorraine, Ontario, Kanada; † 12. November 1954 in Los Angeles, Kalifornien) war ein US-amerikanischer Drehbuchautor kanadischer Abstammung.

## Leben
Kurz nach seiner Geburt zog John Meehans Familie von Lorraine nach Lindsay, Ontario. Nach Abschluss der Highschool zog es ihn nach Österreich, wo er die Heinrich-von-Gerkenstein-Schule besuchte. Danach zog er in die USA und begann in Hollywood als Drehbuchautor. In seiner 20-jährigen Karriere verfasste er zahlreiche Drehbücher und Bühnenstücke.
Am 12. November 1954 verstarb John Meehan in Woodland Hills, einem Stadtteil von Los Angeles. 

## Auszeichnungen
John Meehan wurde zwei Mal in der Kategorie Bestes Drehbuch für den Oscar nominiert, konnte ihn aber nicht gewinnen. 1930 erfolgte die Nominierung für Die Frau für alle (The Divorcee), 1939 für Teufelskerle (Boys Town).

## Filmografie

### Drehbücher
- 1929: The Lady Lies
- 1930: Die Frau für alle (The Divorcee)
- 1930: Jenny Lind (A Lady’s Morale)
- 1931: Strangers May Kiss
- 1931: This Modern Age
- 1931: Der Mut zum Glück (A Free Soul)
- 1931: Der Sohn des Rajah (Son of India)
- 1932: Letty Lynton
- 1933: Die Hölle aus Stahl (Hell Below) (als Drehbuchautor und Schauspieler)
- 1933: When Ladies Meet
- 1933: Der Boxer und die Lady (The Prizefighter and the Lady)
- 1934: Sadie McKee
- 1934: Der bunte Schleier (The Painted Veil)
- 1935: Peter Ibbetson nachträglich gedrehte Szenen
- 1936: Zwischen Haß und Liebe (His Brother’s Wife)
- 1937: Zigeunerprinzessin (Wings of the Morning)
- 1938: Teufelskerle (Boys Town)
- 1940: Das Haus der sieben Sünden (Seven Sinners)
- 1941: When Ladies Meet
- 1944: Kismet
- 1945: Die Entscheidung (The Valley of Decision)
- 1948: Drei kleine Biester (Three Daring Daughters)

### Vorlagen
- 1929: Barnum Was Right
- 1930: Seine Freundin Annette – nach dem Bühnenstück The Lady Lies (Deutschland)
- 1930: Vitva – nach dem Bühnenstück The Lady Lies (Schweden)
- 1930: Dona mentiras – nach dem Bühnenstück The Lady Lies (Spanien)
- 1930: Perché no? – nach dem Bühnenstück The Lady Lies (Italien)
- 1931: The Miracle Woman – nach dem Bühnenstück Bless You Sister